# Colonia Loma Larga
Colonia Loma Larga är en ort i Mexiko.   Den ligger i kommunen Acapulco de Juárez och delstaten Guerrero, i den södra delen av landet, 290 km söder om huvudstaden Mexico City. Colonia Loma Larga ligger 325 meter över havet och antalet invånare är 755.
Terrängen runt Colonia Loma Larga är huvudsakligen kuperad, men österut är den platt. Runt Colonia Loma Larga är det tätbefolkat, med 397 invånare per kvadratkilometer. Närmaste större samhälle är Acapulco, 4,8 km sydväst om Colonia Loma Larga. Runt Colonia Loma Larga är det i huvudsak tätbebyggt.